# Alejandro Méndez Amunátegui
Alejandro Méndez Amunátegui (Islas Galápagos; 1920-2011) fue un arquitecto y poeta chileno.

## Vida
De Alejandro Méndez se conoce muy poco de su trayectoria profesional y familiar. Nació en las Islas Galápagos en 1920. Entró a estudiar arquitectura en la Universidad Católica de Chile titulándose en 1947. Producto de su amistar con Costabal, trabajó en la oficina de arquitectura de Costabal y Garáfulic y luego se independiza y se asocia con Horacio Acevedeo y Jorge Costabal, también trabajó con el arquitecto Gustavo Krefft H. A los pocos años y producto de la presión familiar se hizo cargo del negocio del agro en la localidad de Lontué.
Con el correr de las décadas le vino la pasión por la poesía y en 1984 publicó su primer libro de poemas cortos titulado Tras las rejas. Luego de su éxito vendrían los siguientes libros de poesía: Águilas de 1986, Águilas II de 1988, Cuadernos de las estaciones de 1989, Cuaderno de las estaciones II de 1996, Sendero de 2006, Trabajo de Campo de 2007 y Poesía reunida de 2002. En algunos de sus libros trabajó junto a Raúl Zurita. Fue ampliamente publicado y alabado en los diarios locales de la zona y, particularmente por el diario La Prensa de Curicó. A diferencia de sus dos grandes amigos, Méndez fue ampliamente conocido y reconocido en el mundo literario. A su muerte en 2011, Raúl Zurita, gran amigo y compañero, escribió sobre su poesía y su legado.